# Митисио (1937)
«Митисио» (яп. 満潮) — японский эскадренный миноносец времён Второй мировой войны, третий типа «Асасио». Название в переводе с японского на русский означает «Высокий прилив».
Заложен 15 ноября 1935 года на верфи Фудзинагата в Осака. Спущен 15 марта 1937 года, вошел в строй 31 октября 1937 года.

## Конструкция
Производство эсминцев данного проекта, так называемых «крейсерского» типа, было заказано в 1934 году. Они проектировались и строились после выхода Японии из договоров о ограничениях морских вооружений. За основу был взят проект эскадренных миноносцев типа «Сирацую» что давало остойчивость и прочность корпуса. Скорость и экономичность плавания должны были обеспечить два турбозубчатых агрегата, аналогичным как на типе «Фубуки», с общей мощностью в 50 тысяч л.с.. Увеличенные топливные цистерны позволили достичь дальность плавания в 10500 километров.
Огневую мощь обеспечивали:
- Три спаренные артиллерийские установки 127-мм/50 типа C, расположенных по линейно-возвышенной схеме (вторая АУ располагалась над кормовой надстройкой).
- Два спаренных зенитных автомата Тип 96, располагавшихся по бокам от второй трубы.
- Два счетверённых 610-мм торпедных аппарата Тип 92, с шестнадцать торпед торпедами Тип 93.

## История
К началу войны «Митисио» входил в состав 8-го дивизиона эсминцев 2-го Императорского флота Японии.
С декабря 1941 года по январь 1942 года «Митисио» сопровождал конвои из военно-морской базы в Мако. Участвовал в Малайской операции и вторжении на Филиппины.
31 января 1942 года принял участие в вторжении в Амбон.
8 февраля 1942 года участвовал в высадке десанта на остров Сулавеси и оккупации города Макассар.
18 февраля активно участвовал в операции по вторжению на острова Бали и Ломбок.
В ночь с 19 на 20 февраля охраняя транспорт Сагами-мару вступил в бой в проливе Бадунг. В ходе сражения было 13 человек экипажа убито и 83 ранено, а сам корабль сильно поврежден. Отбуксирован эсминцем «Арасио» в Макассар для ремонта, где пробыл до 10 апреля. В этот же день переведён в состав 4-го дивизиона 2-го Императорского флота Японии и отправлен для дальнейшего ремонта в военно-морскую базу Йокосука.
20 октября вновь переведён в состав 8-го дивизиона 2-го Императорского флота Японии.
2 ноября прибыл к Гуадалканалу. 13-14 ноября участвовал в сражении за Гуадалканал. 14 ноября сильно пострадал от авиации ВМС США. Отбуксирован к острову Шортленд затем в Рабаул, а затем к островам Трук. И наконец в военно-морскую базу Йокосука 17 марта 1943 года. Ремонт продлился до 14 ноября 1943 года, во время которого заменили спаренные зенитные автоматы Тип 96 на тройные. «Митисио» вернулся к островам Трук 24 декабря 1943 года.
С 29 декабря 1943 года по 1 января 1944 года сопровождал «Кумано» и «Судзуя» в Кавиенг.
С 10 по 16 мая 1944 года сопровождал линкор «Мусаси» и авианосцы Титосэ, «Тиёда», «Дзуйхо» на Тави-Тави.
С 22 по 25 октября 1944 года принял участие в битве в заливе Лейте, во время которого в проливе Суригао 25 октября 1944 года, был повреждён американским эсминцем USS McDermut (DD-677) и в тот же день добит с эсминца USS Hutchins (DD-476) в точке 10°25′ с. ш. 125°23′ в. д., капитан Такахаси погиб в бою.